# گاما مثلث
گاما مثلث یک ستاره است که در صورت فلکی سه‌سو قرار دارد.